# Tandad ärgmossa
Tandad ärgmossa (Zygodon dentatus) är en bladmossart som beskrevs av Karttunen 1984. Tandad ärgmossa ingår i släktet ärgmossor, och familjen Orthotrichaceae. Arten har ej påträffats i Sverige. Inga underarter finns listade i Catalogue of Life.

## Bildgalleri

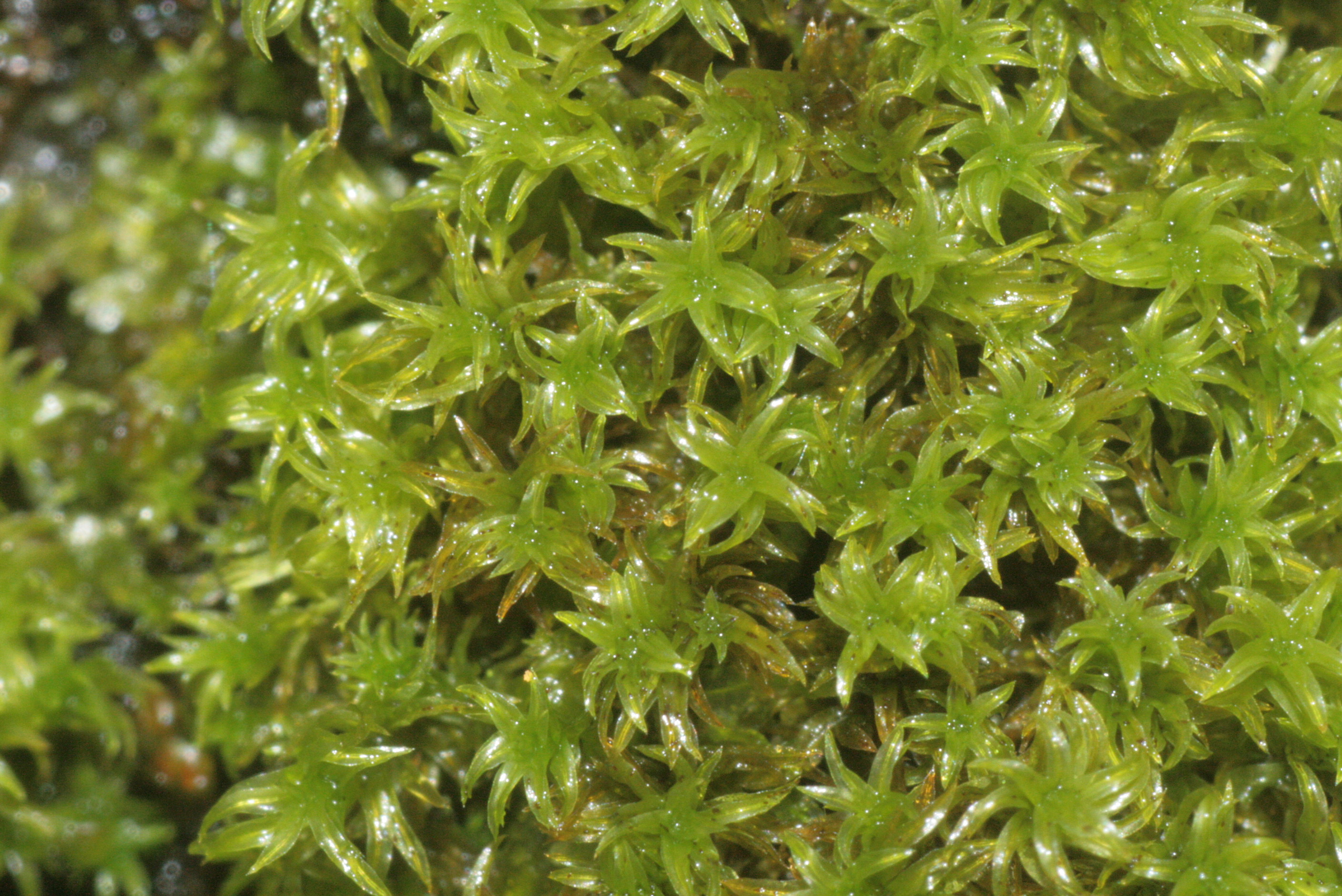
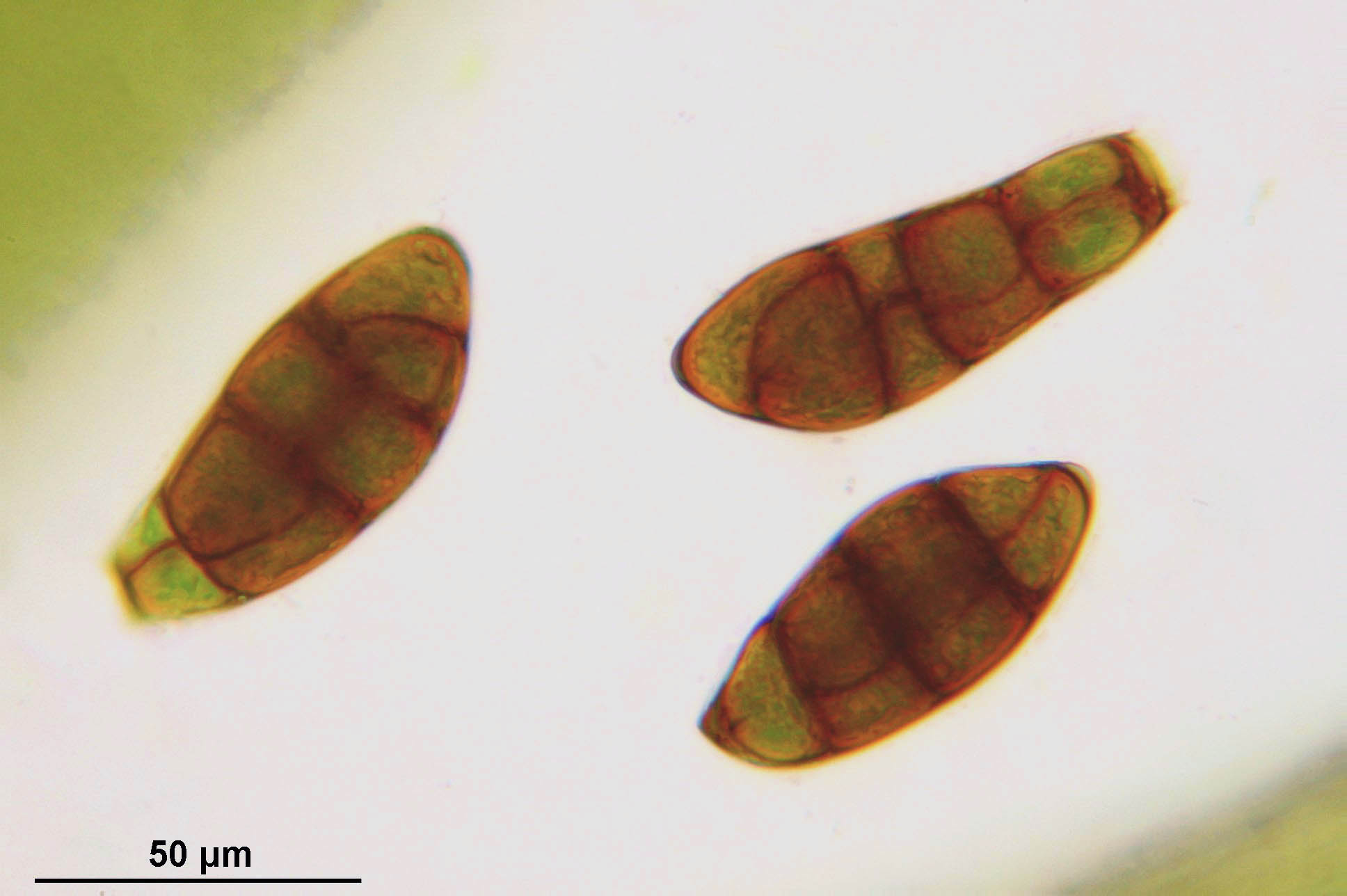
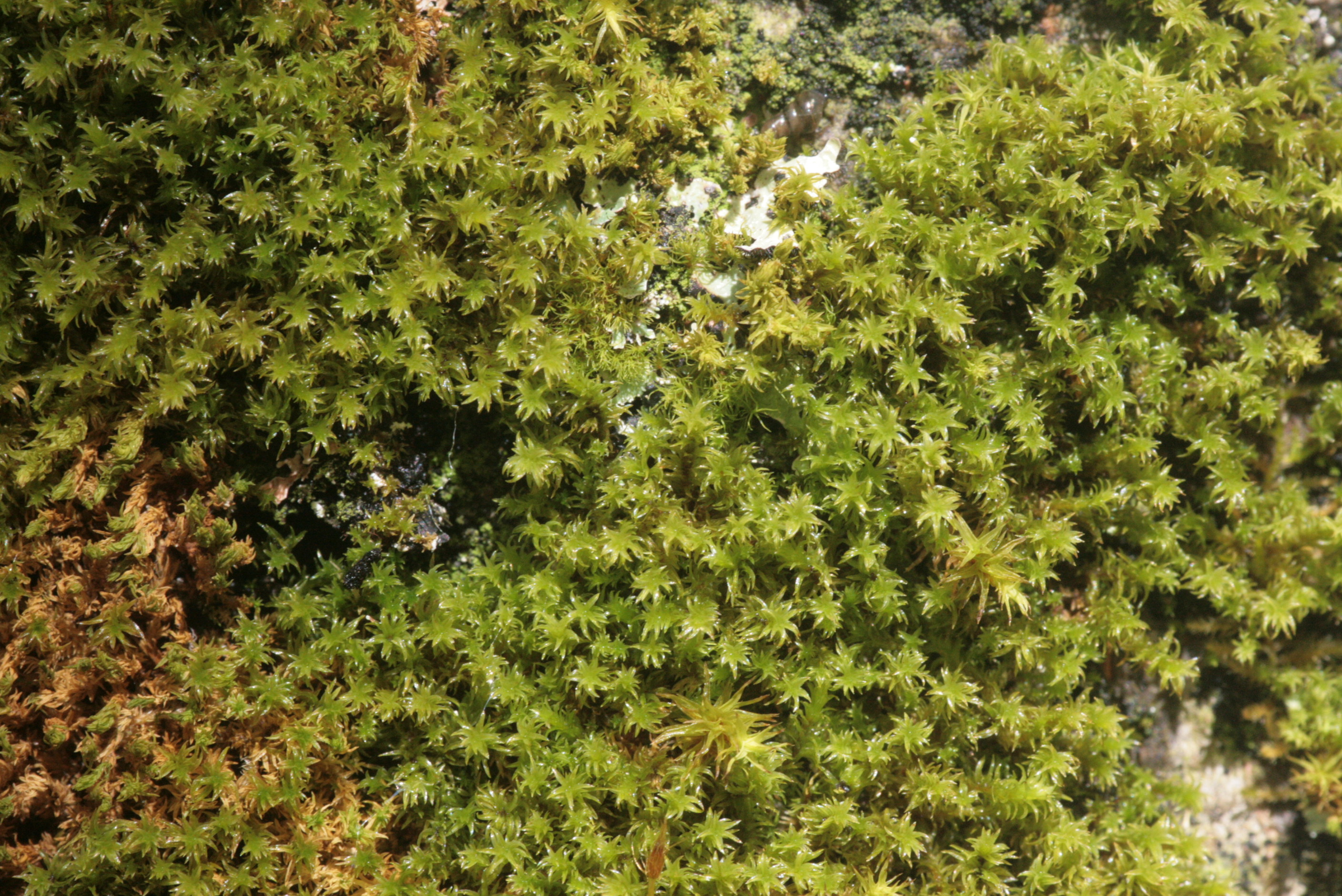
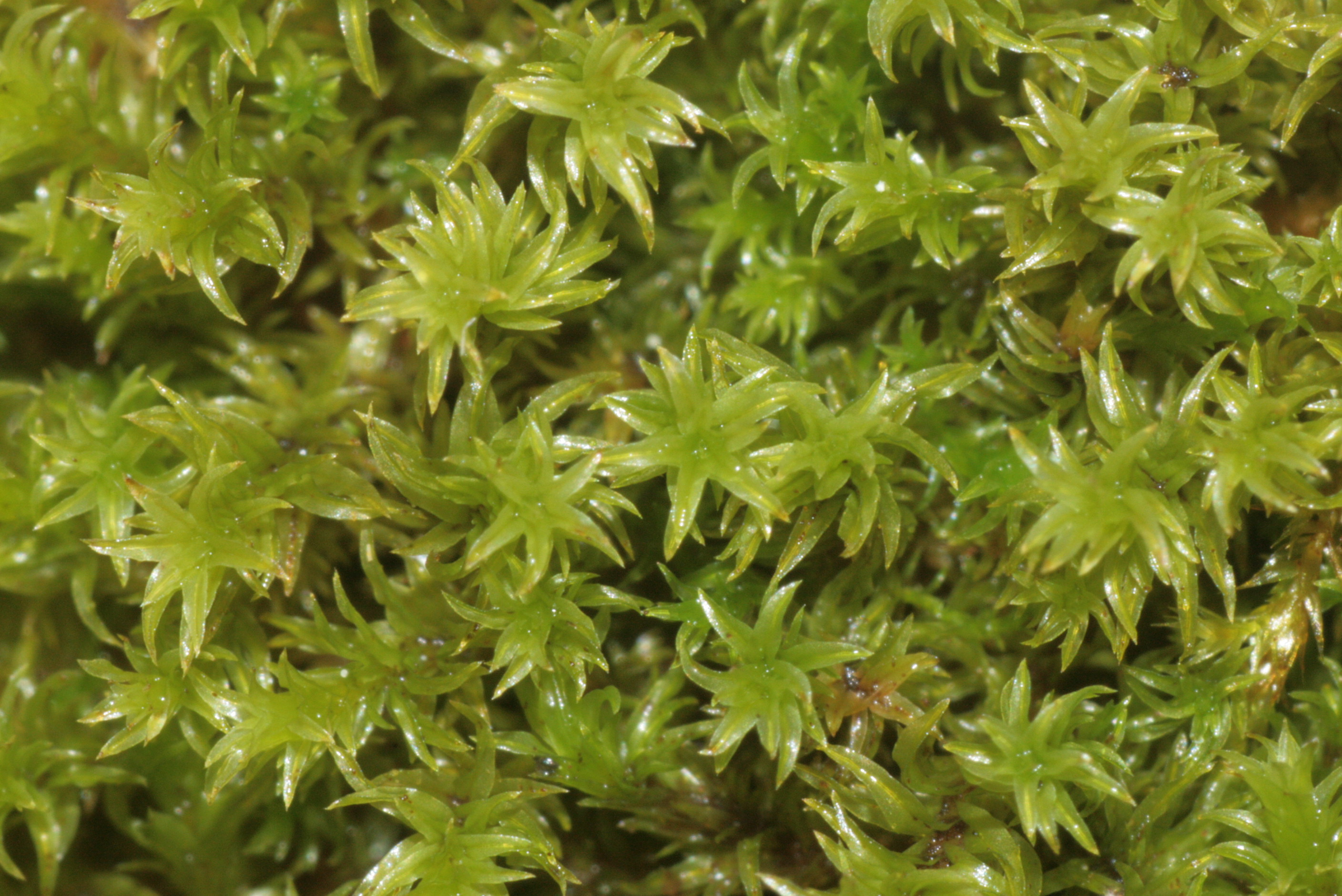